# Bilheteria dos cinemas no Brasil em 2009
Lista com o valor da arrecadação em reais e o público dos principais filmes lançados nos cinemas de todo o Brasil no ano de 2009.

## Arrecadação nos fins de semana
| Data            | Filme                                       | Arrecadação (em R$) | Notas                                                                                             |
| --------------- | ------------------------------------------- | ------------------- | ------------------------------------------------------------------------------------------------- |
| 4 de janeiro    | Se Eu Fosse Você 2                          | 5 601 375           | Filme nacional; maior público de um filme brasileiro do ano. Maior número de semanas na liderança |
| 11 de janeiro   | Se Eu Fosse Você 2                          | 4 459 870           | Filme nacional; maior público de um filme brasileiro do ano. Maior número de semanas na liderança |
| 18 de janeiro   | Se Eu Fosse Você 2                          | 3 918 819           | Filme nacional; maior público de um filme brasileiro do ano. Maior número de semanas na liderança |
| 25 de janeiro   | Se Eu Fosse Você 2                          | 3 144 331           | Filme nacional; maior público de um filme brasileiro do ano. Maior número de semanas na liderança |
| 1 de fevereiro  | Se Eu Fosse Você 2                          | 2 344 941           | Filme nacional; maior público de um filme brasileiro do ano. Maior número de semanas na liderança |
| 8 de fevereiro  | Se Eu Fosse Você 2                          | 1 700 822           | Filme nacional; maior público de um filme brasileiro do ano. Maior número de semanas na liderança |
| 15 de fevereiro | Operação Valquíria                          | 2 425 639           |                                                                                                   |
| 22 de fevereiro | Operação Valquíria                          | 1 240 654           |                                                                                                   |
| 1 de março      | Operação Valquíria                          | 1 202 670           |                                                                                                   |
| 8 de março      | Quem Quer Ser um Milionário?                | 2 069 455           | Vencedor do Oscar de Melhor Filme em 2009                                                         |
| 15 de março     | Quem Quer Ser um Milionário?                | 1 911 347           | Vencedor do Oscar de Melhor Filme em 2009                                                         |
| 22 de março     | Quem Quer Ser um Milionário?                | 1 275 167           | Vencedor do Oscar de Melhor Filme em 2009                                                         |
| 29 de março     | Ele Não Está Tão a Fim de Você              | 1 580 413           |                                                                                                   |
| 5 de abril      | Velozes e Furiosos 4                        | 4 709 873           |                                                                                                   |
| 12 de abril     | Velozes e Furiosos 4                        | 3 343 017           |                                                                                                   |
| 19 de abril     | Velozes e Furiosos 4                        | 1 769 585           |                                                                                                   |
| 26 de abril     | Divã                                        | 1 719 701           | Filme nacional; segunda semana em cartaz                                                          |
| 3 de maio       | X-Men Origens: Wolverine                    | 8 541 570           |                                                                                                   |
| 10 de maio      | X-Men Origens: Wolverine                    | 4 625 830           |                                                                                                   |
| 17 de maio      | Anjos e Demônios                            | 7 780 659           |                                                                                                   |
| 24 de maio      | Uma Noite no Museu 2                        | 5 277 508           |                                                                                                   |
| 31 de maio      | Uma Noite no Museu 2                        | 4 395 871           |                                                                                                   |
| 7 de junho      | O Exterminador do Futuro: A Salvação        | 4 064 946           |                                                                                                   |
| 14 de junho     | A Mulher Invisível                          | 2 925 000           | Filme nacional; segunda semana em cartaz                                                          |
| 21 de junho     | A Mulher Invisível                          | 1 814 922           |                                                                                                   |
| 28 de junho     | Transformers: A Vingança dos Derrotados     | 4 076 790           |                                                                                                   |
| 5 de julho      | A Era do Gelo 3                             | 12 147 744          | Maior público do ano, maior arrecadação durante 2009                                              |
| 12 de julho     | A Era do Gelo 3                             | 10 053 514          | Maior público do ano, maior arrecadação durante 2009                                              |
| 19 de julho     | Harry Potter e o Enigma do Príncipe         | 9 354 320           |                                                                                                   |
| 26 de julho     | A Era do Gelo 3                             | 5 331 235           |                                                                                                   |
| 2 de agosto     | A Era do Gelo 3                             | 3 867 868           |                                                                                                   |
| 9 de agosto     | G.I. Joe: A Origem de Cobra                 | 2 005 084           |                                                                                                   |
| 16 de agosto    | Força-G                                     | 2 153 306           |                                                                                                   |
| 23 de agosto    | Se Beber, Não Case                          | 1 999 983           |                                                                                                   |
| 30 de agosto    | Os Normais 2 - A Noite Mais Maluca de Todas | 4 016 021           | Filme nacional                                                                                    |
| 6 de setembro   | Up - Altas Aventuras                        | 3 784 959           |                                                                                                   |
| 13 de setembro  | Up - Altas Aventuras                        | 2 868 055           |                                                                                                   |
| 20 de setembro  | Up - Altas Aventuras                        | 2 269 521           |                                                                                                   |
| 27 de setembro  | Up - Altas Aventuras                        | 1 701 884           |                                                                                                   |
| 4 de outubro    | Tá Chovendo Hambúrguer                      | 2 354 741           |                                                                                                   |
| 11 de outubro   | Tá Chovendo Hambúrguer                      | 2 213 494           |                                                                                                   |
| 18 de outubro   | Tá Chovendo Hambúrguer                      | 1 570 552           |                                                                                                   |
| 25 de outubro   | Tá Chovendo Hambúrguer                      | 1 121 357           |                                                                                                   |
| 1 de novembro   | This Is It                                  | 1 933 593           | Único documentário a conseguir a liderar no ano                                                   |
| 8 de novembro   | Os Fantasmas de Scrooge                     | 1 529 152           |                                                                                                   |
| 15 de novembro  | 2012                                        | 9 260 121           |                                                                                                   |
| 22 de novembro  | Lua Nova                                    | 13 191 727          | Maior estreia do ano                                                                              |
| 29 de novembro  | Lua Nova                                    | 6 514 827           |                                                                                                   |
| 6 de dezembro   | Lua Nova                                    | 4 313 169           |                                                                                                   |
| 13 de dezembro  | Lua Nova                                    | 2 653 197           |                                                                                                   |
| 20 de dezembro  | Avatar                                      | 8 416 116           |                                                                                                   |
| 27 de dezembro  | Avatar                                      | 8 500 000           |                                                                                                   |

## Arrecadação total
| #  | Filme                                       | Faturamento (em R$) | Público   |
| -- | ------------------------------------------- | ------------------- | --------- |
| 1  | Avatarc                                     | 102 346 712         | 9 111 628 |
| 2  | A Era do Gelo 3                             | 81 126 935          | 9 281 202 |
| 3  | Se Eu Fosse Você 2                          | 50 543 885          | 6 112 851 |
| 4  | A Saga Crepúsculo: Lua Novaa                | 47 935 346          | 5 965 054 |
| 5  | 2012b                                       | 44 728 067          | 5 279 983 |
| 6  | Harry Potter e o Enigma do Príncipe         | 36 185 678          | 4 530 715 |
| 7  | Anjos e Demônios                            | 28 006 514          | 3 059 245 |
| 8  | X-Men Origens: Wolverine                    | 27 352 313          | 3 199 434 |
| 9  | Uma Noite no Museu 2                        | 21 118 969          | 2 602 771 |
| 10 | A Mulher Invisível                          | 20 500 361          | 2 353 646 |
| 11 | Velozes e Furiosos 4                        | 20 010 990          | 2 308 197 |
| 12 | Up - Altas Aventuras                        | 19 445 832          | 2 056 826 |
| 13 | Os Normais 2 - A Noite Mais Maluca de Todas | 18 978 259          | 2 202 640 |
| 14 | O Curioso Caso de Benjamin Button           | 18 691 102          | 2 083 024 |
| 15 | Transformers: A Vingança dos Derrotados     | 17 483 513          | 2 149 681 |
| 16 | Divã                                        | 16 497 260          | 1 866 403 |
| 17 | Se Beber, Não Case!                         | 15 758 293          | 1 764 821 |
| 18 | Tá Chovendo Hambúrguer                      | 13 785 065          | 1 430 854 |
| 19 | Monstros vs. Alienígenas                    | 13 576 987          | 1 418 995 |
| 20 | A Verdade Nua e Crua                        | 13 200 367          | 1 474 442 |

↑c  Em 31 de Dezembro: R$ 29 473 120, 2 938 669 espectadores

↑a  Em 31 de Dezembro: R$ 45 894 366, 5 686 210 espectadores

↑b  Em 31 de Dezembro: R$ 42 950 999, 5 056 558 espectadores